# ジャン・ジョルカエフ
ジャン・ジョルカエフ（Jean Djorkaeff、1939年10月27日 -）は、フランスの元サッカー選手、サッカー指導者。ポジションはDF（センターバック）。息子のユーリもサッカー選手で、フランス代表として1998年のFIFAワールドカップ・フランス大会優勝や2000年のUEFA欧州選手権優勝に貢献した。

## 経歴
ジョルカエフはフランス南東部のイゼール県シャルヴュー＝シャヴァニューで生まれたが、民族的にはカルムイク系の出身である。1958年にオリンピック・リヨンで選手経歴を開始し、同年12月28日のリモージュFC戦でリーグデビューを飾った。当初はFWとしてプレーをしていたが、後にDFへコンバートされ、センターバックとして顕著な活躍をみせた。リヨンでは16シーズンを過ごし、1964年のクープ・ドゥ・フランス優勝に貢献するなど500試合以上に出場した。
1966年からはオリンピック・マルセイユへ移籍し1969年のクープ・ドゥ・フランス優勝に貢献。その後、パリ・サンジェルマンFCやパリFCを渡り歩き、1974年に現役を引退した。
フランス代表としては、1964年10月4日のルクセンブルク戦で代表デビューを飾り、1966年のFIFAワールドカップ・イングランド大会に出場するなど国際Aマッチ48試合に出場し3得点を記録した。
引退後は指導者の道へ進み、グルノーブル・フット38やASサンテティエンヌの監督を務めた。その後はフランスサッカー連盟に勤務し、2000年からはクープ・ドゥ・フランス実行委員会の責任者を務めている。